# UFC Fight Night: Mendes vs. Lamas
UFC Fight Night: Mendes vs. Lamas (también conocido como UFC Fight Night 63) fue un evento de artes marciales mixtas celebrado por Ultimate Fighting Championship el 4 de abril de 2015 en el Patriot Center en Fairfax, Virginia.

## Historia
El evento estelar contó con el combate de peso pluma entre Chad Mendes y Ricardo Lamas.
Jorge Masvidal estaba vinculado brevemente para enfrentarse a Bobby Green en el evento. Sin embargo, poco después de anunciar la pelea, Green se retiró de ésta citando una lesión en la pierna y fue reemplazado por el excampeón de WEC y UFC Benson Henderson. Posteriormente, Henderson se retiró de la pelea con Masvidal como reemplazo de Stephen Thompson en su combate con Brandon Thatch el 14 de febrero de 2015 en UFC Fight Night 60. El 2 de febrero, Al Iaquinta fue anunciado como nuevo oponente de Masvidal.

## Premios extra
Cada peleador recibió un bono de $50,000.
- Pelea de la Noche: No hubo premiados
- Actuación de la Noche: Chad Mendes, Julianna Peña, Dustin Poirier y Timothy Johnson